# Music for the Funeral of Queen Mary
Music for the Funeral of Queen Mary (la Musique pour les funérailles de la reine Marie), Z. 860 est une œuvre musicale écrite en 1695 par le compositeur anglais Henry Purcell pour le service funèbre de la reine Marie II d’Angleterre. Cet anthem (une forme de motet anglais) comprend trois pièces pour chœur, ainsi qu'une pièce instrumentale (intitulée Canzona) qui a le caractère d'une marche funèbre.

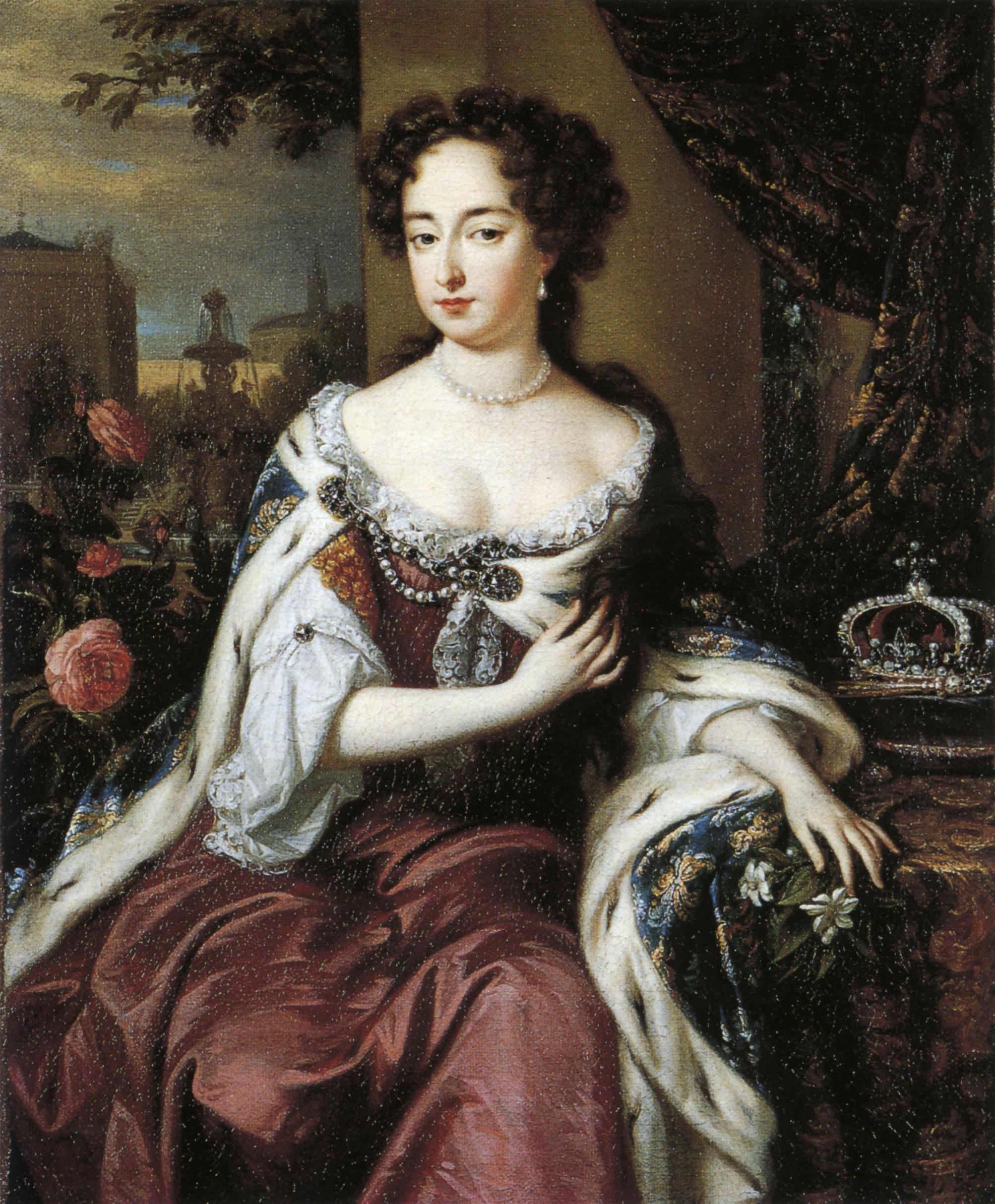
La reine Marie II d’Angleterre en 1685.

La troisième pièce "You knowest, Lord, the secrets of our hearts" a accompagné l'entrée du cercueil de la reine Elizabeth II dans l'abbaye de Westminster le 14 septembre 2022.
La marche a été reprise au synthétiseur par Wendy Carlos pour le générique du film Orange mécanique de Stanley Kubrick (1971).
Le groupe Marduk l'a également reprise en clôture de son album "World Funeral" sous le titre Blackcrowned[réf. nécessaire].
Une citation de la marche est également audible dans un morceau de la bande originale du jeu vidéo Timesplitter : Future Perfect (2005) : il s'agit du morceau "Venice" utilisé sur la carte Venise (Mode Arcade et Défi).

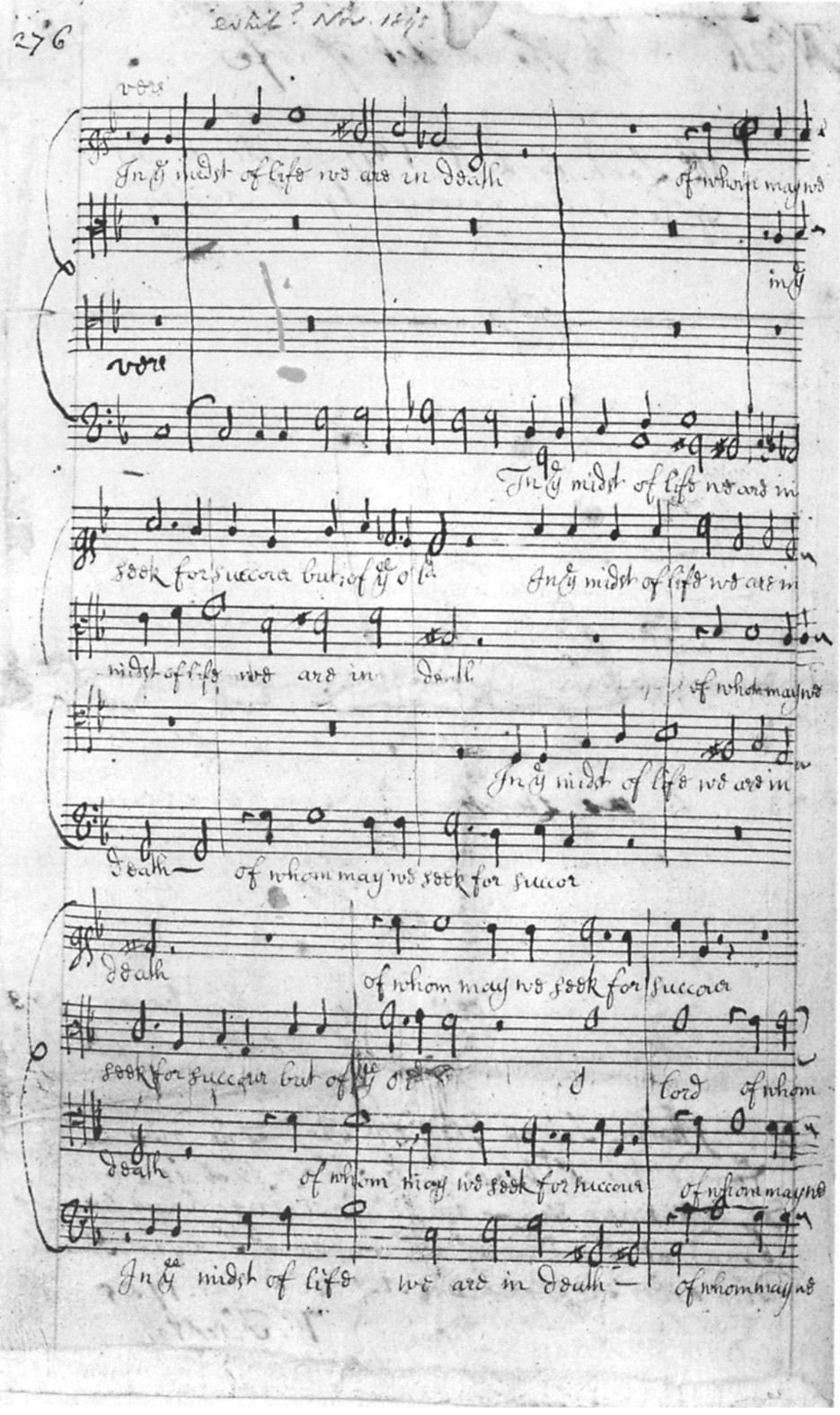
Manuscrit du second texte (funeral sentences), British Library.